# Amphithalamus liratus
Amphithalamus liratus is een slakkensoort uit de familie van de Barleeiidae. De wetenschappelijke naam van de soort is voor het eerst geldig gepubliceerd in 1930 door Thiele.